# USS New (DD-818)
USS New (DD-818/DDE-818) là một tàu khu trục lớp Gearing được Hải quân Hoa Kỳ chế tạo vào giai đoạn cuối Chiến tranh Thế giới thứ hai. Nó là chiếc tàu chiến duy nhất của Hải quân Mỹ được đặt theo tên binh nhất Thủy quân Lục chiến John D. New (1924–1944), người đã tử trận trong trận Peleliu và được truy tặng Huân chương Danh dự. Hoàn tất khi chiến tranh đã kết thúc, con tàu tiếp tục phục vụ trong giai đoạn Chiến tranh Lạnh và Chiến tranh Việt Nam cho đến năm 1976. Nó được chuyển cho Hàn Quốc và tiếp tục phục vụ cùng Hải quân Cộng hòa Hàn Quốc như là chiếc ROKS Taejon (DD-99/DDH-919) cho đến năm 2001. Số phận của nó hiện không rõ.

## Thiết kế và chế tạo
New được đặt lườn tại xưởng tàu của hãng Consolidated Steel Corp. ở Orange, Texas vào ngày 14 tháng 4 năm 1945. Nó được hạ thủy vào ngày 18 tháng 8 năm 1945; được đỡ đầu bởi bà Barbara Julien, chị của binh nhất New, và nhập biên chế vào ngày 5 tháng 4 năm 1946 dưới quyền chỉ huy của Hạm trưởng, Trung tá Hải quân M. S. Schmidling.

## Lịch sử hoạt động

### 1946 - 1958
Sau khi hoàn tất chạy thử máy tại vùng biển Caribe và huấn luyện dọc theo vùng bờ Đông Hoa Kỳ, New lên đường vào ngày 8 tháng 8 năm 1946 cho một lượt biệt phái sang hoạt động tại khu vực Địa Trung Hải. Vào đầu tháng 9, nó cùng với tàu sân bay Franklin D. Roosevelt (CV-42) tuần tra ngoài khơi bờ biển Hy Lạp nhằm hậu thuẩn cho những nỗ lực ngoại giao của Hoa Kỳ nhằm đảm bảo quyền tự quyết của công dân Hy Lạp, sau khi kết quả cuộc Trưng cầu ý kiến vào ngày 1 tháng 9 cho thấy ý muốn duy trì chế độ quân chủ của vua George II; trong cuộc Bầu cử lập pháp trước đó vào ngày 31 tháng 3, công dân Hy Lạp cũng khẳng định việc loại bỏ Đảng Cộng sản Hy Lạp vốn là nguyên nhân chính gây ra cuộc Nội chiến. Sau khi hoàn tất nhiệm vụ, chiếc tàu khu trục gia nhập Đội đặc nhiệm 125.4 và hoạt động cùng các đơn vị Hải quân Hoàng gia Anh trong vùng biển Adriatic nhằm ngăn ngừa xung đột có thể nổ ra giữa Ý và Nam Tư trong vụ tranh chấp lãnh thổ chung quanh Trieste.
New lên đường quay trở về Hoa Kỳ vào ngày 8 tháng 2 năm 1947, và sau một đợt đại tu, trong ba năm tiếp theo nó hoạt động như một tàu huấn luyện khu trục và chống tàu ngầm trong suốt khu vực trải dài từ eo biển Davis đến Key West, Florida. Trong các năm 1949 và 1950, nó còn thực hiện những chuyến đi thực tập cho học viên sĩ quan. Sau khi được xếp lại lớp như một tàu khu trục hộ tống với ký hiệu lườn mới DDE-818 vào ngày 4 tháng 3 năm 1950, nó khởi hành từ cảng nhà là Norfolk, Virginia vào ngày 9 tháng 9 để tham gia một cuộc tập trận của Khối NATO tại Địa Trung Hải.
Sau khi quay trở về Hoa Kỳ, New tiếp tục hoạt động thường lệ dọc theo vùng bờ Đông cùng hải đội, vốn trở thành Hải đội Khu trục Hộ tống 4 từ ngày 1 tháng 1 năm 1951. Trong sáu năm tiếp theo, trong thành phần Lực lượng Khu trục của Hạm đội Đại Tây Dương, nó tiếp tục luân phiên các đợt biệt phái sang Địa Trung Hải để phục vụ cùng Đệ Lục hạm đội với những hoạt động thường lệ tại vùng bờ Tây. Nó được điều sang Lực lượng Chống tàu ngầm của Hạm đội Đại Tây Dương vào tháng 4 năm 1956, thực hiện thêm một chuyến đi thực tập cho học viên sĩ quan vào mùa Hè tiếp theo, và đến tháng 7 được đặt làm soái hạm của Hải đội Khu trục 36.
Vào ngày 8 tháng 5 năm 1958, New khởi hành từ Hampton Roads cho lượt phục vụ thứ tám tại Địa Trung Hải. Trong đợt hoạt động kéo dài này, nó được huy động cùng Đệ Lục hạm đội để đáp ứng lời kêu gọi trợ giúp của Tổng thống Liban Camille Chamoun, khi nước này chịu đựng những xung đột do mâu thuẫn chủng tộc và tôn giáo có nguy cơ dẫn đến một cuộc nội chiến. Có mặt ngoài khơi Beirut, chiếc tàu khu trục đã tuần tra và sẵn sàng để di tản công dân Hoa Kỳ khi cần thiết.

### 1962 - 1968
Được xếp lại lớp và quay trở lại ký hiệu lườn cũ DD–818 từ ngày 30 tháng 6, 1962, New hoạt động huấn luyện cho học viên sĩ quan trong mùa Hè năm đó, và đã tham gia lực lượng hải quân phong tỏa khi xảy ra vụ Khủng hoảng tên lửa Cuba. Khởi hành từ Norfolk vào ngày 26 tháng 10, nó đã hoạt động bảo vệ chống tàu ngầm và giám sát các tàu nổi trong thành phần Đội đặc nhiệm Bravo cho đến ngày 20 tháng 11. Rời vùng biển Caribe, nó quay trở về Norfolk để được bảo trì, rồi đi vào Xưởng hải quân Norfolk để được nâng cấp trong khuôn khổ Chương trình Hồi sinh và Hiện đại hóa Hạm đội I (FRAM: Fleet Rehabilitation and Modernization), nhằm kéo dài tuổi thọ phục vụ thêm 10 đến 20 năm, đồng thời nâng cao hiệu quả tác chiến. Nó được trang bị hệ thống tên lửa chống ngầm RUR-5 ASROC trong đợt nâng cấp này.
New quay trở lại hoạt động vào ngày 7 tháng 12, 1963 trong thành phần một đơn vị mới, Hải đội Khu trục 22, và tham gia các cuộc tập trận chống tàu ngầm trong phần lớn thời gian của năm 1964, cùng một chuyến đi thực tập mùa Hè dành cho học viên sĩ quan sang vùng biển Châu Âu. Vào ngày 5 tháng 3, 1965, con tàu lại có một lượt phục vụ cùng Đệ Lục hạm đội tại Địa Trung Hải, mở rộng phạm vi hoạt động sang tuần tra tại biển Hồng Hải và vùng vịnh Ba Tư để tăng cường cho hoạt động của các đơn vị Hải quân Hoàng gia Anh về phía Đông kênh đào Suez.
Vào ngày 20 tháng 6, 1967, Newkhởi hành từ cho một đợt biệt phái sang khu vực Tây Thái Bình Dương, và tham gia các hoạt động tại vùng Đông Nam Á trong khuôn khổ cuộc Chiến tranh Việt Nam. Nó đi đến vịnh Subic, Philippines vào ngày 29 tháng 7, và có mặt ngoài khơi Đà Nẵng, Nam Việt Nam vào ngày 8 tháng 8, rồi tiếp tục đi lên phía Bắc làm nhiệm vụ tìm kiếm và giải cứu trong vịnh Bắc Bộ trong thành phần Lực lượng đặc nhiệm 77. Đến ngày 29 tháng 9, nó làm nhiệm vụ hỗ trợ hỏa lực ngoài khơi Quảng Ngãi, trợ giúp cho Lữ đoàn 2 Thủy quân Lục chiến Hàn Quốc và Sư đoàn 1 Thủy quân Lục chiến Hoa Kỳ trong Chiến dịch "Dragon Fire". Sau một giai đoạn rút lui về tuyến sau để nghỉ ngơi và tiếp liệu, nó quay trở lại vùng chiến sự vào ngày 19 tháng 11, bắn hải pháo hỗ trợ theo yêu cầu tại khu vực phía Nam khu phi quân sự, và tiếp tục vai trò này cho đến ngày 1 tháng 12, khi nó lên đường quay trở về nhà, về đến Hampton Roads vào ngày 16 tháng 1, 1968.
Vào mùa Hè năm 1968, New tham gia vào việc tìm kiếm chiếc tàu ngầm Scorpion, bị mất tích đang khi tuần tra tại Đại Tây Dương; sau đó nó chuẩn bị cho một lượt biệt phái khác sang khu vực Trung Đông. Rời vùng bờ Đông vào ngày 30 tháng 10, và do kênh đào Suez đã bị đóng cửa sau cuộc Chiến tranh Sáu ngày giữa Israel và Ai Cập, con tàu đã đi ngang qua Recife, Brazil và vòng qua mũi Hảo Vọng trước khi tiến vào Ấn Độ Dương. Nó đã lần lượt viếng thăm Lourenço Marques, Diego Suarez và Mombasa, rồi sang đầu năm 1969 tiếp tục viếng thăm Djibouti và Bombay.

### 1969 - 1976
Vào tháng 7, 1969, New tham gia vào Chương trình Apollo khi được huy động đến địa điểm hạ cánh của tàu không gian Apollo 11 trên Đại Tây Dương ngoài khơi mũi Canaveral, dự phòng trong trường hợp việc phóng lên bị hủy bỏ. Sang tháng 8, nó phục vụ như tàu huấn luyện cho Trường Sonar Hạm đội tại Key West, Florida; và khi quay trở về cảng nhà vào ngày 25 tháng 9, nó được bảo trì cặp bên mạn tàu tiếp liệu khu trục Tidewater (AD-31). Đến tháng 11, nó đi vào Xưởng hải quân Norfolk tại Portsmouth, Virginia cho những sửa chữa nhỏ kéo dài trong hai tuần.
Từ ngày 26 tháng 1 đến ngày 24 tháng 2, 1970, New hoạt động như một tàu hỗ trợ huấn luyện tác xạ tại khu vực vịnh Guantánamo, Cuba, rồi quay trở về Norfolk để bảo trì và chuẩn bị tham gia vào hoạt động thu hồi tàu không gian Apollo 13 vào đầu tháng 4. Sau đó nó đi vào Xưởng hải quân Norfolk cho một lược đại tu kéo dài bốn tháng. Nó rời xưởng tàu vào tháng 8, tiến hành hoạt động huấn luyện ôn tập, rồi khởi hành từ Norfolk vào ngày 17 tháng 9 để tham gia huấn luyện cùng hạm đội tại khu vực vịnh Guantánamo, Cuba. Con tàu quay trở về Norfolk vào ngày 10 tháng 11, chuẩn bị cho lượt phục vụ tiếp theo tại Địa Trung Hải.
New còn tiếp tục được cử đi phục vụ cùng Đệ Lục hạm đội tại Địa Trung Hải thêm ba lượt khác: từ tháng 1 đến tháng 7, 1971; từ tháng 5 đến tháng 11, 1973; và từ tháng 3 đến tháng 10, 1975. Trong lượt hoạt động cuối cùng, nó vượt kênh đào Suez để hoạt động trong Ấn Độ Dương và vùng vịnh Ba Tư. Con tàu cũng có một lượt hoạt động tại vùng biển Bắc Đại Tây Dương và Bắc Âu từ tháng 8 đến tháng 12, 1972. Nó được cho xuất biên chế đồng thời rút tên khỏi danh sách Đăng bạ hải quân vào ngày 1 tháng 7, 1976.

### ROKSTaejon(DD-99/DDH-919)
Chiếc tàu khu trục được chuyển cho Nam Triều Tiên vào ngày 23 tháng 2, 1977, và đã tiếp tục phục vụ cùng Hải quân Cộng hòa Hàn Quốc như là chiếc ROKS Taejon (DD-99/DDH-919). Nó ngừng hoạt động vào tháng 2, 2001.